# Femme belge Gabrielle Petit

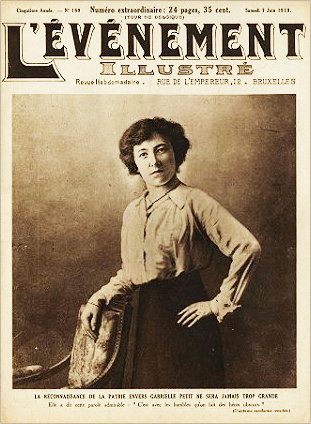
L'Evénement illustré du 7 juin 1919 consacré à Gabrielle Petit.

Femme belge Gabrielle Petit (titre en néerlandais : Belgische vrouw Gabrielle Petit) est un film belge muet réalisé par Francis Martin, sorti en 1928. 
Ce film est une fiction inspirée de la vie de Gabrielle Petit, une infirmière devenue une espionne pour le compte des Alliés de la Première Guerre mondiale.

## Fiche technique
- Titre original : Femme belge Gabrielle Petit
- Titre en néerlandais : Belgische vrouw Gabrielle Petit
- Réalisation : Francis Martin
- Scénario : Edouard Ehling
- Directeur de la photographie : Charles Lengnich
- Pays d'origine :  Belgique
- Société de production : Les productions Cinématographiques Belges
- Longueur : 1 764 mètres
- Format : Noir et blanc  - Muet

## Distribution
- Renée Liégeois : Gabrielle Petit
- Astier
- Bascoup
- Edouard Bréville
- Buffière
- Capman
- Jules Counard
- Emile Deluc
- Fernande Dumont
- Duval
- Olga Décé
- Harzé
- Letemple
- Francis Martin
- Meele-Lomes
- Messiane
- Joë Miller
- Munie
- Puissant
- Ramy
- Rouget
- Roy-Fleury
- Santerre
- Arthur Sprenger
- René Vermandèle

## Visibilité
La Cinémathèque Royale de Belgique a numérisé ce film et il est disponible sur la plateforme Europeana 1914- 1918 en visionnage gratuit.